# Saposchok (Rjasan)
Saposchok (russisch Сапожо́к) ist eine Siedlung städtischen Typs und ehemalige Stadt in der Oblast Rjasan in Russland mit 3878 Einwohnern (Stand 14. Oktober 2010).

## Geographie
Der Ort liegt knapp 100 km Luftlinie südöstlich des Oblastverwaltungszentrums Rjasan am Flüsschen Moschka wenig oberhalb seiner Mündung in den linken Para-Nebenfluss Poschwa.
Saposchok ist Verwaltungszentrum des Rajons Saposchkowski sowie Sitz der Stadtgemeinde Saposchkowskoje gorodskoje posselenije, zu der 14 weitere umliegende Ortschaften gehören: die Dörfer Obreski, Kupalskoje, Kurgan, Popowa Loschtschina und Tschornaja Retschka, die Slobodas Bolschaja Doroga, Fabritschnaja und Schazkaja sowie die Siedlungen Blagodatny, Gluschizy, Gribow Kust, Krasnyje Lipjagi, Maximowka und Possjolok Utschebnowo chosjaistwa SPTU Nr. 1 („Siedlung der Lehrwirtschaft der Berufsschule Nr. 1“).

## Geschichte
Der Ort wurde erstmals 1605 urkundlich erwähnt; dieses Jahr gilt auch als Gründungsjahr, obwohl der ursprüngliche Ostrog im Verlauf einer der russischen Verhaulinien vermutlich bereits im 16. Jahrhundert unter Iwan IV. errichtet wurde. 1780 erhielt Saposchok die Stadtrechte als Verwaltungssitz eines Ujesds der Statthalterschaft, ab 1796 des Gouvernements Rjasan.

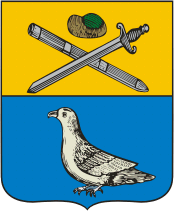
Stadtwappen von 1779
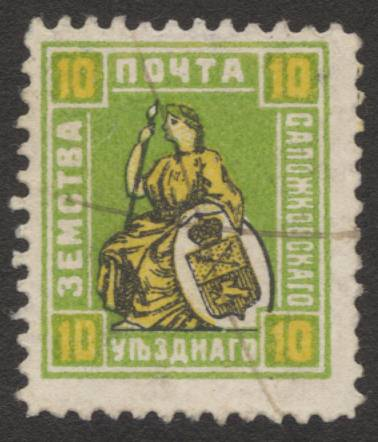
Briefmarke der Semstwo-Post des Ujesds Saposchok (1909)

Mit der Auflösung des Ujesds 1924 und dem Verlust seiner Verwaltungsfunktion verlor Saposchok sein Stadtrecht und besaß fortan den Status eines Dorfes (selo), wurde aber am 12. Juli 1929 wieder Verwaltungssitz eines neu geschaffenen, nach ihm benannten Rajons. Seit 1940 besitzt Saposchok den Status einer Siedlung städtischen Typs.

### Bevölkerungsentwicklung
| Jahr | Einwohner |
| ---- | --------- |
| 1859 | 4871      |
| 1897 | 8550      |
| 1939 | 3280      |
| 1959 | 4343      |
| 1970 | 4602      |
| 1979 | 5925      |
| 1989 | 5313      |
| 2002 | 4392      |
| 2010 | 3878      |

Anmerkung: ab 1897 Volkszählungsdaten

## Verkehr
Am östlichen Ortsrand wird Saposchok von der Regionalstraße 61K-009 umgangen, die im knapp 50 km südwestlich gelegenen Rjaschsk unweit der föderalen Fernstraße R22 Kaspi beginnt, durch das benachbarte Rajonzentrum Ucholowo führt und weiter über Schilowo (unweit der M5) und Kassimow zur Grenze der Oblast Nischni Nowgorod verläuft. Nach Osten zweigt die 61K-015 in die Rajonzentren Sarai und Schazk ab.
Die nächstgelegenen Bahnstationen sind im Personenverkehr das gut 25 km entfernte Kensino bei Ucholowo, an der Strecke (Moskau –) Rjaschsk – Pensa – Sysran, sowie ein Güterbahnhof im einige Kilometer näheren Ucholowo.